# Championa elegans
Championa elegans là một loài bọ cánh cứng trong họ Cerambycidae.